# Coeligena eisenmanni
Coeligena eisenmanni, "vilcabambainka", är en fågel i familjen kolibrier.

## Utbredning och systematik
Arten förekommer i södra Peru, i Cordillera Vilcabamba. Den betraktas oftast som underart till vitkragad inka (Coeligena torquata), men urskiljs sedan 2014 av IUCN och Birdlife International som egen art.

## Status
Den kategoriseras av IUCN som livskraftig. 

## Namn
Fågelns vetenskapliga artnamn hedrar Eugene Eisenmann (1906-1981), amerikansk-panamansk ornitolog.